# لؤلؤة الكبريت الناميبية
لؤلؤة الكبريت الناميبية (الاسم العلمي: Thiomargarita namibiensis) هي نوع من هي بكتيريا سلبية الغرام مكورة الشكل تتبع جنس لؤلؤة الكبريت من فصيلة هلبات الكبريت. وجدت في رواسب المحيطات للجرف القاري لناميبيا. وهي واحدة من أكبر أنواع البكتيريا المكتشفة، طول قطرها 0.1-0.3 ملم (100-300 ميكروميتر)، ولكن في بعض الأحيان تبلغ 0.75 ملم (750 ميكروميتر). خلايا لؤلؤة الكبريت الناميبية كبيرة بما يكفي لتكون مرئية للعين المجردة. على الرغم من أن النوع الذي يحمل الرقم القياسي لأكثر أنواع البكتيريا حجماً هو Epulopiscium fishelsoni اكتشف سابقاً في القناة الهضمية لسمك تانج ينمو أطول قليلاً، ولكن أضيق.